# Ратна неуроза
Ратна неуроза је посебна врста трауматске неурозе, изазвана стресном ситуацијом у рату. Симптоми ратне неурозе су најчешће: анксиозност, безвољност, осећање исцрпљености, конфузија идентитета, али може бити и неконтролисана агресивност, импулсивно и асоцијално понашање. Најпознатији облик ратне неурозе је пост трауматски стрес поремећај (ПТСД).